# Episodi di The Night Shift (prima stagione)
La prima stagione della serie televisiva The Night Shift è stata trasmessa in prima visione assoluta negli Stati Uniti da NBC dal 27 maggio al 15 luglio 2014.
In lingua italiana, la stagione è stata trasmessa in prima visione in chiaro in Svizzera, da RSI LA1, dall'11 novembre al 30 dicembre 2014.
In Italia è stata resa interamente disponibile sul servizio di streaming on demand Infinity TV il 9 gennaio 2015, mentre è stata trasmessa da Mya, canale a pagamento della piattaforma Mediaset Premium, dal 4 febbraio seguente. Infine, la stagione è stata trasmessa in chiaro in Italia, da Italia 1, dal 26 giugno al 10 luglio 2015.
| nº | Titolo originale | Titolo italiano            | Prima TV USA   | Prima TV Svizzera |
| -- | ---------------- | -------------------------- | -------------- | ----------------- |
| 1  | Pilot            | Il turno di notte          | 27 maggio 2014 | 11 novembre 2014  |
| 2  | Second Chances   | Un'altra possibilità       | 3 giugno 2014  | 18 novembre 2014  |
| 3  | Hog Wild         | Decisioni pericolose       | 10 giugno 2014 | 25 novembre 2014  |
| 4  | Grace Under Fire | Notte difficile per Jordan | 17 giugno 2014 | 2 dicembre 2014   |
| 5  | Storm Watch      | Tempesta in arrivo         | 24 giugno 2014 | 9 dicembre 2014   |
| 6  | Coming Home      | Ritorno a casa             | 1º luglio 2014 | 16 dicembre 2014  |
| 7  | Blood Brothers   | Fratelli di sangue         | 8 luglio 2014  | 23 dicembre 2014  |
| 8  | Save Me          | Salvami                    | 15 luglio 2014 | 30 dicembre 2014  |

## Il turno di notte
- Titolo originale: Pilot
- Diretto da: Pierre Morel
- Scritto da: Gabe Sachs e Jeff Judah

### Trama
Thomas Charles "TC" Callahan è un brillante medico che lavora nel turno di notte del pronto soccorso di un ospedale a San Antonio, in Texas. TC è stato un medico militare, ma è stato radiato dall'esercito a causa del suo carattere rissoso e indisciplinato dopo un periodo trascorso in Afghanistan durante il quale ha visto morire suo fratello Thad, anch'egli un soldato. Al turno di notte lavorano anche la psichiatra Landry de la Cruz, l'ex medico militare Topher Zia, il riservista dell'esercito Drew Alister, il simpatico infermiere Kenny Fournette e Jordan Alexander, ex fidanzata di TC e appena promossa a capo del turno di notte dall'amministratore Michael Ragosa. All'ospedale arrivano due nuovi tirocinanti, Paul Cummings e Krista Bell-Hart, che si trovano subito alle prese con gli scherzi che lo staff riserva a tutti i "novellini". Durante la prima notte di Jordan come capo del turno, al pronto soccorso arrivano Jessie Palmer, una paziente convinta di avere una relazione con Matt Damon, una neonata con insufficienza renale e Kara, una ragazza con un sospetto tumore. Ragosa nega il ricovero di Kara, che non ha l'assicurazione medica, e della neonata, in quanto le cure sono troppo costose per le precarie finanze dell'ospedale, e ciò causa l'ennesimo contrasto tra l'amministratore e TC. Al definitivo rifiuto di Ragosa, TC lo prende a pugni e Ragosa lo licenzia; l'intero staff si oppone alla decisione e Ragosa è costretto a riassumere TC, ma impone a Jordan di mettere un freno all'irruenza del medico. Topher riesce a far eseguire le analisi necessarie a Kara attraverso uno scambio di favori un po' particolare che coinvolge, oltre al radiologo Dwayne, anche Krista e un chirurgo plastico; si scopre che Kara presenta la condizione del fetus in fetu, un'anomalia così rara che l'ospedale accetta di operarla gratuitamente. TC e Topher intervengono sul luogo di un incidente stradale che vede coinvolti due giovanissimi fratelli, Tommy e Matthew. Tommy riporta solo lievi ferite, ma Matthew ha subito una gravissima lesione alla spina dorsale e Jordan e TC sono costretti ad operarlo immediatamente; sarà un suggerimento di Ragosa a permettere ai medici di salvare il ragazzo. A fine turno, TC confida a Drew di aver capito che l'amico è omosessuale e gli consiglia di fare coming out. TC, costretto suo malgrado a riconoscere a Ragosa il merito di aver salvato Matthew, si scusa alla sua maniera con l'amministratore per come si è comportato; Ragosa accetta le scuse, ma restituisce il pugno a TC.
- Altri interpreti: Darlene Hunt (Jessie Palmer), Jeni Reed (Kara), Chase Fox (Matthew), Stafford Douglas (Tommy), D'Nette Wood (madre di Matthew e Tommy), Alma Sisneros (infermiera Jocelyn Diaz), Esodie Geiger (infermiera Molly Ramos), Catharine Pilafas (infermiera Heather Bardocz), Marc Comstock (Dwayne), Jackamoe Buzzell (Big Jim).

## Un'altra possibilità
- Titolo originale: Second Chances
- Diretto da: Bill Johnson
- Scritto da: Gabe Sachs e Jeff Judah

### Trama
TC e Topher si occupano di un loro amico, Nick Woods, un soldato a cui è stato trapiantato il cuore di Thad e che è stato ferito da un proiettile ad un ventricolo. Purtroppo, però, il danno al cuore non è riparabile: Nick ha bisogno di un altro cuore. Avendo già subito un primo trapianto, Nick dovrà aspettare per essere messo in lista e TC decide di usare il cuore di un giovane tossicodipendente che si è buttato dal tetto dell'ospedale; all'ultimo momento, però, il ragazzo dà segni di ripresa e TC, sentendosi in colpa, decide di operarlo di persona, riuscendo a salvarlo. Nick non sopravvive alla notte, ma TC, pur distrutto, capisce di aver fatto la cosa giusta. Jordan ha in cura una coppia di novelli sposi e si trova a doverli  aiutare a riconciliarsi quando salta fuori che lo sposo è un neonazista. Drew segue il caso di Anthony, un bambino che viene portato dalla madre al pronto soccorso per quello che sembra un banale incidente domestico; Drew capisce che Anthony potrebbe essere vittima di maltrattamenti e chiede un consulto a Landry. Inizialmente tutte le prove sembrano inchiodare la madre, ma Landry scopre che Anthony è in realtà affetto da personalità multiple. Kenny assegna a Paul una serie di casi che si rivelano essere gli anziani pazienti di una casa di riposo con la gonorrea. Landry intuisce che Ragosa, dietro la sua arroganza, nasconde di essere turbato da qualcosa e lo invita a confidarsi con lei; l'amministratore, inizialmente riluttante, alla fine ammette di avere dei problemi e accetta di entrare in terapia.
- Altri interpreti: Derek Webster (Nick Woods), Shinelle Azoroh (Debbie Woods), Katherine La Nasa (dott. Flannery Mills), Helen Slayton-Hughes (Wendy Franklin), Braden Fitzgerald (Anthony), Cyd Schulte (madre di Anthony), Sam Quinn (William, il tossicodipendente), Catherine Haun (madre di William), Stephanie Rhodes (sposa), Alma Sisneros (infermiera Jocelyn Diaz), Esodie Geiger (infermiera Molly Ramos), Catharine Pilafas (infermiera Heather Bardocz).

## Decisioni pericolose
- Titolo originale: Hog Wild
- Diretto da: Sanford Bookstaver
- Scritto da: Corey Evett e Matt Partney

### Trama
Drew si ferisce ad una mano durante un incontro di lotta e cerca di tenerlo nascosto a Jordan, chiedendo a Krista di assisterlo durante il turno. Krista, che sin dall'inizio ha una cotta per Drew, accetta e ne approfitta per provarci con lui; alla fine, Drew è costretto a confessarle di essere gay e Krista, pur perplessa, accetta la cosa e promette di aiutarlo a mantenere il suo segreto. Jordan scopre il problema alla mano di Drew e lo sospende dal servizio. TC e Paul si occupano di due cacciatori, Henry e sua cognata Amy, rimasti feriti a causa dell'attacco di un cinghiale: l'animale ha staccato la mano sinistra di Henry, che nel panico ha accidentalmente colpito Amy con una freccia. I medici riescono a recuperare la mano e a riattaccarla, ma Amy ha bisogno di una trasfusione. La donna soffre di una condizione per cui può accettare sangue soltanto da un consanguineo e l'unica donatrice compatibile è la sorella, Ginger, che però non ne vuole sapere perché ha scoperto che Henry la tradisce con Amy; TC, allora, costringe Ginger a donare il sangue ad Amy sedandola contro la sua volontà. Ginger, furiosa, minaccia TC di denunciarlo, ma TC riesce a farle capire che è sbagliato lasciarsi accecare dalla rabbia. Topher si occupa di Kylie, una ragazzina che sostiene di soffrire di emicranie, ma si scopre che il vero malato è il padre di Kylie: l'uomo, un operaio, ha riportato una gravissima ustione da acido fluoridrico, ma non ha denunciato l'infortunio per paura di perdere il lavoro. Jordan e Landry stanno diventando amiche, ma Landry non vuole dire a Jordan di avere una storia con TC per timore di ferirla; così, quando Jordan le organizza un appuntamento con Todd, un chirurgo dell'ospedale, Landry è costretta ad andarci. L'episodio si chiude con Drew che si scusa con Jordan per averle mentito; Jordan lo perdona, ma gli ricorda anche che lei, in quanto capo del turno, sa tutto quello che succede in ospedale, tranne il fatto che TC e Landry stanno amoreggiando in uno sgabuzzino.
- Altri interpreti: Nikki Hahn (Kylie), Greg Serano (padre di Kylie), Jeffrey Pierce (Todd), Marc Comstock (Dwayne), Todd Anderson (Henry Brown), Jade Kammerman (Amy), Abby Brammell (Ginger Brown), Alma Sisneros (infermiera Jocelyn Diaz), Esodie Geiger (infermiera Molly Ramos), Catharine Pilafas (infermiera Heather Bardocz), Wray Crawford (cacciatore).

## Notte difficile per Jordan
- Titolo originale: Grace Under Fire
- Diretto da: Kevin Dowling
- Scritto da: Dailyn Rodriguez

### Trama
È il compleanno di Jordan e la donna rimane delusa quando il suo fidanzato Scott, un chirurgo che lavora a Dallas, la informa che non potrà raggiungerla in tempo per festeggiare; le cose per lei peggiorano quando scopre che TC e Landry si frequentano. All'ospedale arriva un uomo affetto da amnesia e con una brutta ferita ad una gamba: il vero problema, però, è che l'uomo è un cristiano scientista e porta un bracciale con cui è segnalata esplicitamente la sua volontà di non essere curato. Jordan rimuove il bracciale e cura ugualmente l'uomo, ma così facendo rischia di essere denunciata; per fortuna, uno dei paramedici che hanno portato l'uomo al pronto soccorso viene convinto da TC a dichiarare alle autorità che non c'era nessun bracciale. Landry, chiamata a pronunciarsi sullo stato mentale dell'uomo, ritiene eticamente sbagliato il gesto di Jordan, al che l'amica le fa notare che è stato altrettanto scorretto da parte sua tenerle nascosta la sua relazione con TC. I rapporti tra le due donne si raffreddano notevolmente, ma quando l'aiuto di Landry si rivela determinante per salvare la vita al paziente senza memoria, Jordan si rende conto di essere stata ingiusta con lei e le due fanno pace. Drew è impegnato con le esercitazioni dei riservisti dell'esercito e nasconde di essere gay ai commilitoni, scoraggiato dai loro discorsi omofobici. Ragosa ingerisce accidentalmente dell'ecstasy che Landry conservava nel suo ufficio per uno studio sul trattamento del disturbo post traumatico da stress nei veterani di guerra, con conseguenze imbarazzanti. Paul ha in cura una donna diabetica e commette un grave atto di negligenza che per poco non le costa la vita: il ragazzo si prende una sonora ramanzina da Jordan e Kenny, ma impara la lezione. A fine turno, lo staff si riunisce per dei festeggiamenti con tanto di torta: Jordan, all'inizio, crede che sia per il suo compleanno, ma si tratta in realtà di un regalo per Topher, che sta per sottoporsi a una vasectomia. Jordan ci resta male al pensiero che nessuno si sia ricordato del suo compleanno, ma all'uscita dall'ospedale trova Scott, che le ha fatto una sorpresa, ed è così felice da dimenticare tutta la brutta nottata. TC, da lontano, osserva la scena; decide quindi di non dare a Jordan il regalo che le aveva comprato e se ne va senza farsi vedere.
- Altri interpreti: Matt Angel (Charlie Pearson), Joseph Julien Soria (Javier Castro), Desean Kevin Terry (Mikey), Kenneth Mitchell (George), Tatanka Means (paramedico Gonzalez), Matthew Sanchez (paramedico Price), Barbie Robertson (Christine), Diana Gaitirira (Tammy Fraser), Alma Sisneros (infermiera Jocelyn Diaz), Esodie Geiger (infermiera Molly Ramos), Catharine Pilafas (infermiera Heather Bardocz).

## Tempesta in arrivo
- Titolo originale: Storm Watch
- Diretto da: Eriq la Salle
- Scritto da: Bridget Bedard

### Trama
Ragosa offre a Scott un posto in ospedale; Scott è indeciso perché consapevole che ciò comporterà una svolta nella sua relazione con Jordan, ma promette di considerare la proposta. Un violento uragano si abbatte su San Antonio e il pronto soccorso si trova a corto di personale; Scott si offre di dare una mano e aiuta TC a soccorrere una donna e il figlio rimasti intrappolati in una casa mobile. Jordan è preoccupata, e in effetti il brutto carattere di TC non tarda a causare tensioni. Al pronto soccorso arriva il padre di Landry, Joaquin: l'uomo ha contratto dei debiti con alcuni trafficanti ed è venuto a battere cassa. Landry non vuole avere niente a che fare con lui, ma la situazione si complica quando Joaquin le rivela che i creditori uccideranno la madre di Landry se lui non salderà il debito. Landry entra in crisi, ma Ragosa si offre di aiutarla e le presta il denaro. La moglie di Topher, Janet, è incinta di due gemelle ed entra in travaglio, ma a causa della tempesta non riesce a raggiungere l'ospedale e Topher è costretto a farla partorire in mezzo alla strada; per fortuna, tutto finisce bene. Landry si rende conto che TC e Jordan provano ancora qualcosa l'uno per l'altra e decide di farsi da parte. Anche Scott giunge alla stessa conclusione e decide di accettare il lavoro per salvare la sua storia con Jordan. TC e Jordan discutono su come l'arrivo di Scott cambierà le cose tra loro e si baciano.
- Altri interpreti: Kristy Wu (Janet Zia), Annelyse Kim (Lynn Zia), Raymond Ochoa (Ernie), Mercedes Colon (madre di Ernie), A Martinez (Joaquin de la Cruz), Marc Comstock (Dwayne), Alma Sisneros (infermiera Jocelyn Diaz), Esodie Geiger (infermiera Molly Ramos), Catharine Pilafas (infermiera Heather Bardocz), Rick Vargas (paramedico #1).

## Ritorno a casa
- Titolo originale: Coming Home
- Diretto da: David Boyd
- Scritto da: Janet Lin

### Trama
TC e Jordan arrivano insieme in ospedale e Scott non gradisce la cosa; Jordan non può spiegargli che TC era andato a trovarla per parlare del loro bacio e si inventa una poco credibile menzogna che non convince affatto Scott. Le tensioni tra TC e Scott riprendono e spetta a Jordan, in quanto capo del turno, il difficile compito a tenerli a freno. Kenny scopre che Ragosa si è iscritto ad un sito per incontri e si offre di aiutarlo a migliorare il profilo in cambio di un turno di riposo. Landry si trova ad aver di nuovo a che fare con Jessie Palmer, la paziente convinta di avere una relazione con Matt Damon e che questa volta sostiene di essere incinta dell'attore; incredibilmente, il test di gravidanza è positivo, ma si scopre che la causa di tutto è un cancro ovarico. Una corriera con a bordo alcuni soldati ha un grave incidente e lo staff si occupa dei feriti. Tra loro c'è anche Rick Lincoln, il ragazzo di Drew. Krista si occupa di Wilson, un simpatico soldato semplice, mentre Paul deve fare i conti con il nonnismo dei suoi commilitoni. Paul riesce a guadagnare il loro rispetto salvando il soldato Bauder, che stava per perdere la vista a causa di un pericoloso ematoma. Wilson si prende una cotta per Krista e la giovane tirocinante accetta di uscire con lui; purtroppo, Wilson ha contratto la leishmaniosi e i medici lo scoprono troppo tardi per riuscire a salvarlo. Rick ha riportato gravi danni ad una gamba e l'arto deve essere amputato. Rick prende molto male la notizia, ma la cosa che lo fa stare peggio è che Drew vuole tenere nascosta la loro relazione. La morte di Wilson, comunque, servirà a far riflettere tutti: TC promette di non fare più nulla che possa far soffrire Jordan, Scott mette da parte i propri contrasti con TC, Rick accetta di sottoporsi all'intervento e Drew capisce che l'amore non deve temere alcun pregiudizio; così, prima che Rick venga portato in sala operatoria, Drew bacia il compagno sotto gli occhi di tutti per fargli coraggio.
- Altri interpreti: Luke MacFarlane (Rick Lincoln), Darlene Hunt (Jessie Palmer), Edwin Hodge (soldato Bauder), Devon Graye (soldato Wilson), Mandy Levin (Marcie Palmer), Alma Sisneros (infermiera Jocelyn Diaz), Esodie Geiger (infermiera Molly Ramos), Catharine Pilafas (infermiera Heather Bardocz), Melanie Johnson (infermiera Joanna), Rebekah Wiggins (paramedico), Rodrigo Rojas (Julio), Manny Rey (Mariachi).

## Fratelli di sangue
- Titolo originale: Blood Brothers
- Diretto da: Martha Coolidge
- Scritto da: Zachary Lutsky

### Trama
TC e Topher intervengono sul luogo di un incidente aereo: il pilota è morto e il solo passeggero a bordo ha riportato gravi lesioni al torace. I medici scoprono anche che l'uomo trasportava una grossa quantità di stupefacenti e che quindi è un corriere della droga. Paul e Drew seguono invece il caso di Candy, una ballerina di lap dance ricoverata per una caduta. Paul è vergine e chiede a Candy qualche consiglio su come affrontare la sua prima volta. La ragazza gli offre uno spettacolo gratuito per aiutarlo a sciogliersi, ma durante il balletto ha un ictus e Paul si ritrova a doversi giustificare agli occhi di Jordan, Drew e Kenny. Krista ha in cura Nina, un'adolescente che ha inghiottito una forchetta; Krista capisce che la ragazzina soffre di bulimia, ma i genitori comprenderanno la gravità della situazione solo quando Nina tenterà il suicidio ingerendo un bisturi. Al pronto soccorso si presenta Milo Osborne, un agente della DEA, per arrestare il corriere soccorso da TC e Topher. Osborne è in realtà un agente corrotto e deve interrogare il corriere per conto dei trafficanti per cui lavora; messo alle strette, Osborne prende in ostaggio TC, Jordan e Topher e uccide Dwayne. Il corriere muore e i medici prendono tempo fingendo che sia ancora vivo, dando modo a Ragosa di dare l'allarme e chiamare la polizia. TC approfitta di un attimo di distrazione di Osborne per metterlo fuori gioco e permettere alla polizia di arrestarlo; purtroppo, durante la colluttazione tra TC e Osborne parte un colpo dalla pistola del criminale e Topher rimane gravemente ferito.
- Altri interpreti: Derek Webster (Nick Woods), Megan Stevenson (Candy), Robert Hoffman (Thad Callahan), Steven Bauer (Milo Osborne), Marc Comstock (Dwayne), Daniela Bobadilla (Nina), Monica Sanchez (madre di Nina), Phil Luna (padre di Nina), Max Barsness (Eric), Ben Skorstad (pilota dell'elicottero), Alma Sisneros (infermiera Jocelyn Diaz), Esodie Geiger (infermiera Molly Ramos), Catharine Pilafas (infermiera Heather Bardocz), Melanie Johnson (infermiera Joanna), Rick Vargas (paramedico #1), Julia Thudium (paramedico #2), Jon Kristian Moore (paramedico #3), Mark Holguin (pescatore con l'occhio ferito), David Gautreaux (capitano S.W.A.T.), Jeremiah Bitsui (sergente Martin).

## Salvami
- Titolo originale: Save Me
- Diretto da: Vincent Misiano
- Scritto da: Gabe Fonseca

### Trama
TC e Scott cercano di salvare Topher e Jordan è costretta ad occuparsi di Osborne, che ha riportato una lacerazione alla carotide e deve essere operato: l’obiettività e la professionalità della donna sono messe a dura prova. Jordan ripara la lesione di Osborne, ma l’uomo muore comunque e Jordan deve affrontare un’inchiesta. Ragosa scopre che i suoi problemi di vista sono causati da un tumore dietro l’occhio sinistro e si confida con Landry. L’intervento di Topher va a buon fine, ma TC inizia a manifestare sintomi da stress post traumatico e ad essere tormentato dal ricordo della morte di Thad. Una terribile esplosione devasta una fabbrica e TC e Drew intervengono per stabilizzare i pazienti sul posto. Krista prende a cuore il caso di una donna rimasta gravemente ustionata che non passerà la notte. Inizialmente sembra che la paziente si chiami Susan Leonard ed è Krista a dare la tragica notizia al marito, ma in seguito si scopre che c’è stato uno scambio di persona: Susan Leonard ha riportato solo lievi ferite e la paziente ustionata è in realtà una giovane ragazza di nome Mary. La madre di Mary, purtroppo, non potrà arrivare in tempo per dare l’ultimo saluto alla figlia e Krista decide di restarle accanto fino alla fine. Le condizioni mentali di TC peggiorano sempre di più e la situazione precipita quando Topher ha un improvviso aggravamento: TC perde completamente il controllo e la sicurezza è costretta a metterlo in isolamento. A fine turno, Jordan va a trovare TC per informarlo che Topher si rimetterà. TC le confessa che Thad fu ucciso da un guerrigliero a cui TC non aveva avuto il coraggio di sparare; devastato, ma finalmente libero, TC crolla tra le braccia di Jordan.
- Altri interpreti: Derek Webster (Nick Woods), Robert Hoffman (Thad Callahan), Steven Bauer (Milo Osborne), Kristy Wu (Janet Zia), David Barrera (detective Gonzalez), Wade Williams (Max Leonard), Danielle Sapia (Susan Leonard), Alma Sisneros (infermiera Jocelyn Diaz), Esodie Geiger (infermiera Molly Ramos), Catharine Pilafas (infermiera Heather Bardocz), Julia Thudium (paramedico), David Gautreaux (capitano S.W.A.T.), Daniel Abeyta (ragazzo afghano).